# Saint-Mandé (metropolitana di Parigi)
Saint-Mandé è una stazione della linea 1 della metropolitana di Parigi.
Si trova nel comune di Saint-Mandé. 

## La stazione
Fino al 1937 la stazione era denominataTourelle, cambiando dapprima nome in Saint-Mandé - Tourelle e poi nel nome attuale.